# Cyanidiophyceae
Cyanidiophyceae Merola, Castaldo, De Luca, Gambarella, Musacchio & Taddei, 1981, no sistema de classificação de Hwan Su Yoon et al. (2006), é o nome botânico de uma classe de algas vermelhas unicelulares do  subfilo Cyanidiophytina, filo Rhodophyta.

## Taxons inferiores
Ordem: Cyanidiales T. Christensen, 1962.
Família 1.: Galdieriaceae Merola, Castaldo, De Luca, Gambardella, Musacchio & Taddei, 1981.
Gêneros: Galdieria
Família 2.: Cyanidiaceae Geitler, 1935.
Gêneros: Cyanidium, Cyanidioschyzon
- O sistema de classificação de Saunders e Hommersand (2004) incluiu  esta classe no filo Cyanidiophyta, subreino Rhodoplantae, com dois gêneros: Cyanidium e Galdieria.

- Esta classe não foi incluida no sistema sintetizado de R.E. Lee (2008).